# Danek
Danek (niem. Dangelshübel, 755 m n.p.m.) – wzniesienie w Karkonoszach, w obrębie Pogórza Karkonoskiego.
Położony jest w zachodniej części Pogórza Karkonoskiego, nad Szklarską Porębą Górną i Marysinem.
Zbudowany z granitu karkonoskiego. Pod szczytem i na zboczach pojedyncze skałki.

## Szlaki turystyczne
Zachodnim podnóżem wzniesienia przechodzi szlak turystyczny: 
- Główny Szlak Sudecki: ze Szklarskiej Poręby na Halę Szrenicką.